# 弗罗茨瓦夫水塔

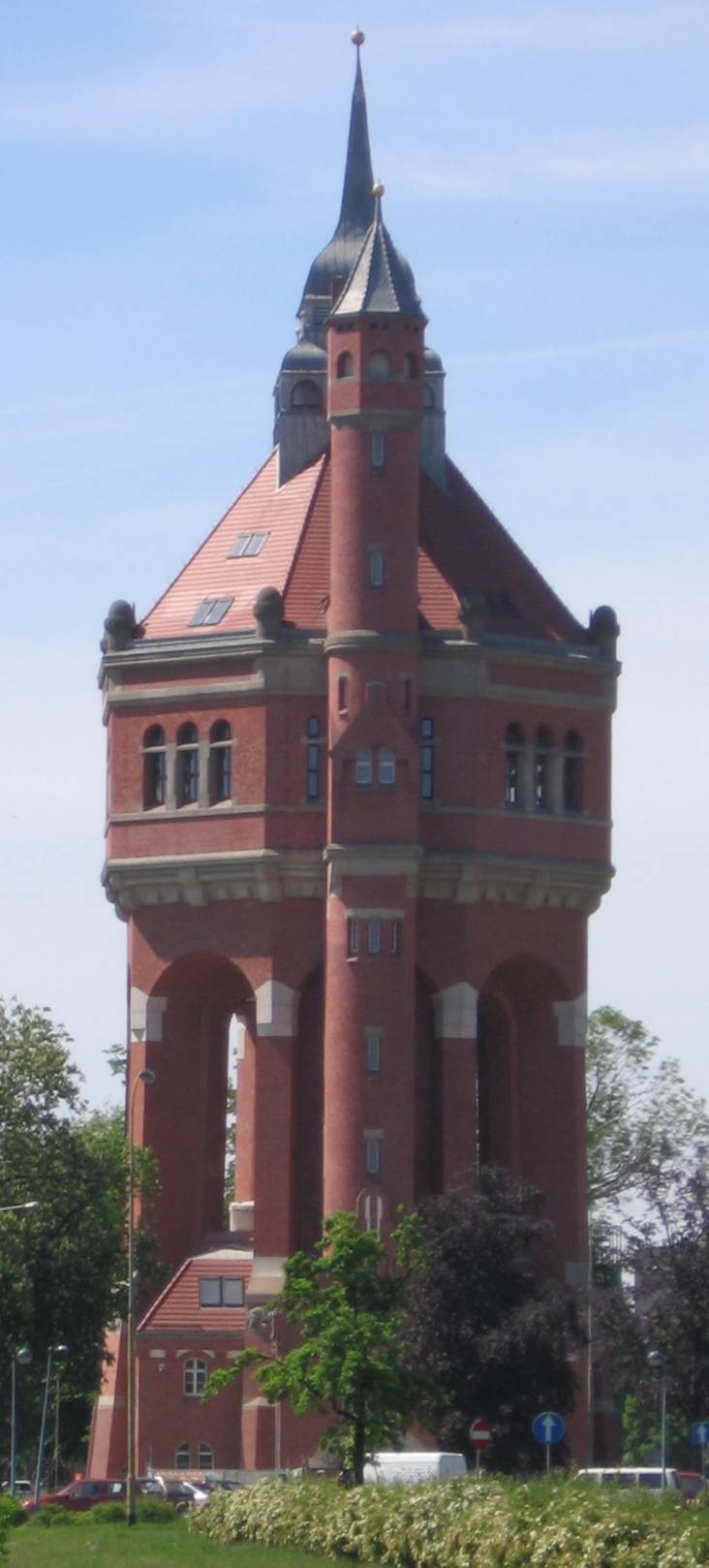
弗罗茨瓦夫水塔

弗罗茨瓦夫水塔位于波兰弗罗茨瓦夫南部Krzyki区的Sudecka街与Wiśniowa大道交界处，建于1904至1905年，是一座仿照中世纪城堡的巨大砖砌建筑。这座水塔由当地著名建筑师Karl Klimm设计，他还设计了令人印象深刻的建筑工程和机械中学的建筑（今弗罗茨瓦夫理工大学建筑系）。 
这座水塔负责为弗罗茨瓦夫南区的居民供水，塔高63米，从一开始就配备电梯。从1906年6月起，人们可乘电梯到达42米高度的观景台（票价10芬尼），观赏弗罗茨瓦夫周围美景。
两位雕塑家，Taschner和柏诺兹，用砂岩浮雕装饰建筑的下部，描绘中世纪的动物寓言。从位于东北立面的喷泉流出清澈的水，喷泉曾经描绘宁芙特里同。 
1945年布雷斯劳战役期间，此塔担当一个指挥点。其周边遭到猛烈轰炸，但是该塔几乎原封不动。但是，战后此塔遭到忽视。直到1980年代中期，充当水库，保持南区水压均衡。1995年，该塔改为一个时尚餐厅。